# سانشو دابيلا توليدو
سانتشو دابيلا توليدو (بالإسبانية: Sancho Dávila Toledo) وُلد في آبلة في 9 أكتوبر 1546. كان أسقفًا في عدة أبرشيات إسبانية، كما كان مُؤلفًا لعدد من الأعمال ذات الطابع الديني. وتُوفي في بلاثينثيا في 5 ديسمبر 1625. وفي عام 1648، نُقلت رفاته إلى كاتدرائية آبلة.

## السيرة الذاتية
كان سانتشو دابيلا توليدو الابن الرابع لـسانتشو دابيلا (ابن غوميث دابيلا، المركيز الأول لبيلادا) وخوانا إنريكيث دي توليدو. وكان له عدة إخوة،  من أبرزهم: غوميث دابيلا إي توليدو (1541–1616): المركيز الثاني لبيلادا؛ دييغو إنريكيث دي غوثمان: فارس في وسام القديس يوحنا (مالطا)؛ فدريكيه دابيلا: توفي في سن الطفولة؛ فرناندو دي توليدو: فارس في وسام القنطرة؛ تيريثا دي توليدو (1545-): راهبة في دير سانتا آنا التابع لرهبنة السيسترسيين في مدينة آبلة.
درس اللاهوت في جامعة شلمنقة، وتولى لاحقًا رئاسة الجامعة، كما شغل كرسي الكتاب المُقدس بها. عُيّن قانونيًا في كاتدرائية آبلة، ثم أصبح مُساعدًا روحيًا وعميدًا لكاتدرائية كوريا.
في بداياته الكهنوتية، كان مُعرّفًا روحيًا للقديسة تيريثا دي خيسوس، وشاركها في تأسيس عدد من أديرتها، كما كانت بينهما مراسلات روحية موثّقة.

## المناصب الكنسية
- 1591: عُيِّن أسقفًا على أبرشية قرطاجنة، حيث أسّس الكلية الإكليريكية الكبرى لسان فولخينسيو.[10]
- 1600: نُقِل إلى أبرشية جيان.[11]
- 1615: عُيِّن أسقفًا لسيغوينثا.[12]
- 1622: عُيِّن أسقفًا لبلاثينثيا.[13]

## أعماله
من بين مؤلفات سانتشو دابيلا توليدو:
- «في التبجيل الواجب لأجساد القديسين وذخائرهم، وبشكل خاص في العبادة التي يجب تقديمها لجسد يسوع المسيح ربنا في سر القربان الأقدس» (مدريد، 1611).
- خُطَب (Sermones)، طُبعت في بايثا، 1615، خُصّصت إحداها لوفاة الملكة مارغريتا دي أوستريا.
- سيرة القديس فيدال (Vida de San Vidal)، بايثا، 1601.
- تنهّدات القديس أوغسطين (Los suspiros de San Agustín)، مدريد، 1601 و1626.

كما قام بترجمة عدة أعمال دينية من اللغة اللاتينية إلى الإسبانية، منها:
- سيرة القديس أوغسطين.
- سيرة القديس توما الأكويني.
- ظهور ومعجزات السيدة العذراء دي لا كابيثا.

نال تقدير كبار أدباء عصره، فقد أهدى له لوبي دي بيغا قصيدة ضمن مجموعته «القصائد المقدسة»، كما خصّه لويس دي غونغورا بإهداء شعري أيضًا.

## ملحوظة
- وفقًا لسانتياغو مارتينث إرنانديث في الأكاديمية الملكية للتاريخ أن مكان وفاته في خراثيخو كاثيرس.